# Agogna
L'Agogna (Agògna o localmente Gogna in lombardo occidentale e in piemontese) è un grosso torrente dell'Italia settentrionale, lungo 140 km, affluente di sinistra del Po.
Nonostante la portata media piuttosto limitata (7,9 m³/s a Novara), è uno dei corsi d'acqua più lunghi del Piemonte e della Lombardia.

## Storia

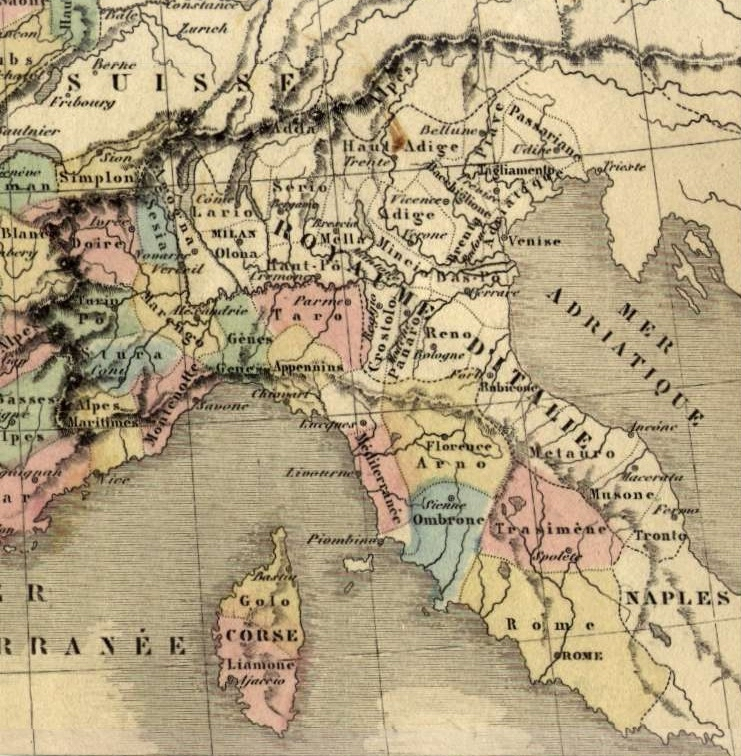
Il regno d'Italia Napoleonico, con il dipartimento dell'Agogna.

Lo storico Enrico Pollini sostiene che il nome latino  Aconia  deriva dal nome degli Agoni, genia di barbari, come li chiama Polibio (dalla radice celtica  ach, ache  cioè acqua).
Altri lo fanno derivare dal gentilizio latino  Aconius .

Probabilmente il torrente segnò in parte il confine tra la provincia romana  Cottuta  con capitale Cozzo (dalla Sesia all'Agogna), e la Lomellina, con a capo Lomello.
Sotto Napoleone il diede il nome al vasto dipartimento del Regno d'Italia con Novara città principale.

## Percorso

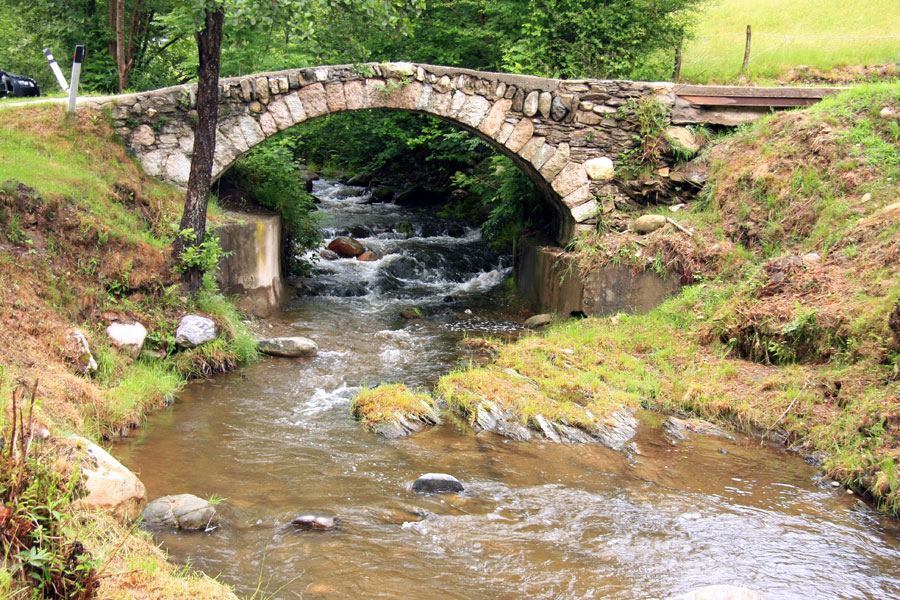
Il ponte di Sovazza, nel tratto montano del torrente

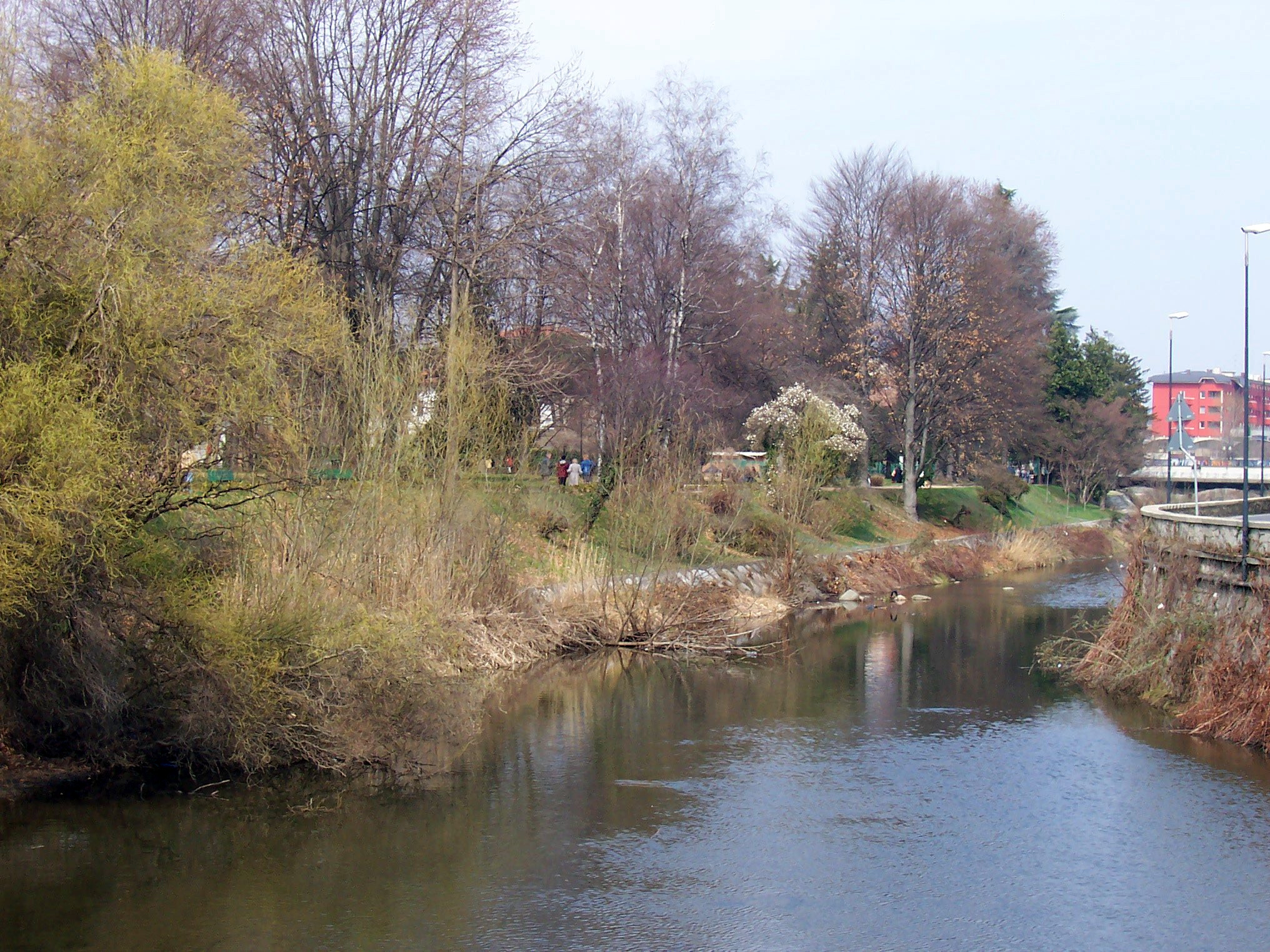
L'Agogna a Borgomanero

L'Agogna nasce dal gruppo montuoso del Mergozzolo, tra i laghi Maggiore e d'Orta, a sud della vetta del monte Mottarone. La sorgente è ubicata a circa 1.120 m s.l.m. tra le località Alpe della Volpe e Alpe Nuovo nel comune di Armeno, in provincia di Novara.
Subito dopo la sorgente si dirige verso sud-est percorrendo un breve tratto in provincia del Verbano-Cusio-Ossola, per poi piegare verso sud-ovest e rientrare in provincia di Novara.
Attraversa centralmente tutta la provincia, da nord a sud, bagnando la città di Borgomanero e la periferia ovest del capoluogo. Lì sorge il piccolo Santuario della Madonna del Bosco, costruito a partire da un'immagine della Madonna scolpita nel 1859.
Dopo aver percorso 93 km entra in Lombardia, in provincia di Pavia, e attraversa la Lomellina sempre con direzione sud-sud-est, parallelo ai fiumi Sesia e Ticino. A Ferrera Erbognone, quasi alla fine del suo percorso, riceve da sinistra il torrente Arbogna-Erbognone, suo principale tributario.
 Giunto presso Mezzana Bigli piega brevemente verso est e sfocia da sinistra nel Po tra le frazioni Casoni Borroni e Balossa Bigli, non lontano dal ponte della Gerola e dalla confluenza dello Scrivia.

### Caratteristiche del percorso
Il corso dell'Agogna può essere diviso in tre parti diverse da loro: il tratto montano, quello collinare o di alta pianura ed infine quello pianeggiante:

#### Tratto montano
Il torrente scorre in un alveo roccioso e non molto largo, delimitato da una valle stretta (valle dell'Agogna) ed incassata che si estende dalle sorgenti sino alla località di Bolzano Novarese. In questo tratto raccoglie le acque di numerosi piccoli affluenti che scendono dai versanti della valle (il più importante è l'Ondella) ed è una meta ambita per il kayak.

#### Percorso collinare
Il tratto collinare, che si conclude presso la città di Novara, è invece caratterizzato dal passaggio del corso d'acqua in zone di collina e di alta pianura. I principali affluenti che riceve sono il torrente Grua (o La Grüa), il torrente Lirone, il torrente Sizzone ed il torrente Strona. A nord di Novara viene sottopassato dal Diramatore Alto Novarese e dal Canale Cavour.

#### Percorso pianeggiante
Il tratto pianeggiante, da Novara sino alla foce, con pendenza media dell'1,6 per mille, è caratterizzato dallo scorrere lento delle acque con ampie e continue anse attraverso un territorio prevalentemente coltivato a risaie. In questo tratto riceve il torrente Sparso, il torrente Neralo, la roggia Biraga e l'Arbogna-Erbognone e raccoglie le acque di numerosi canali, ma a sua volta cede parte della sua portata a canali quali la Roggia Caccesca.

## Bacino idrografico

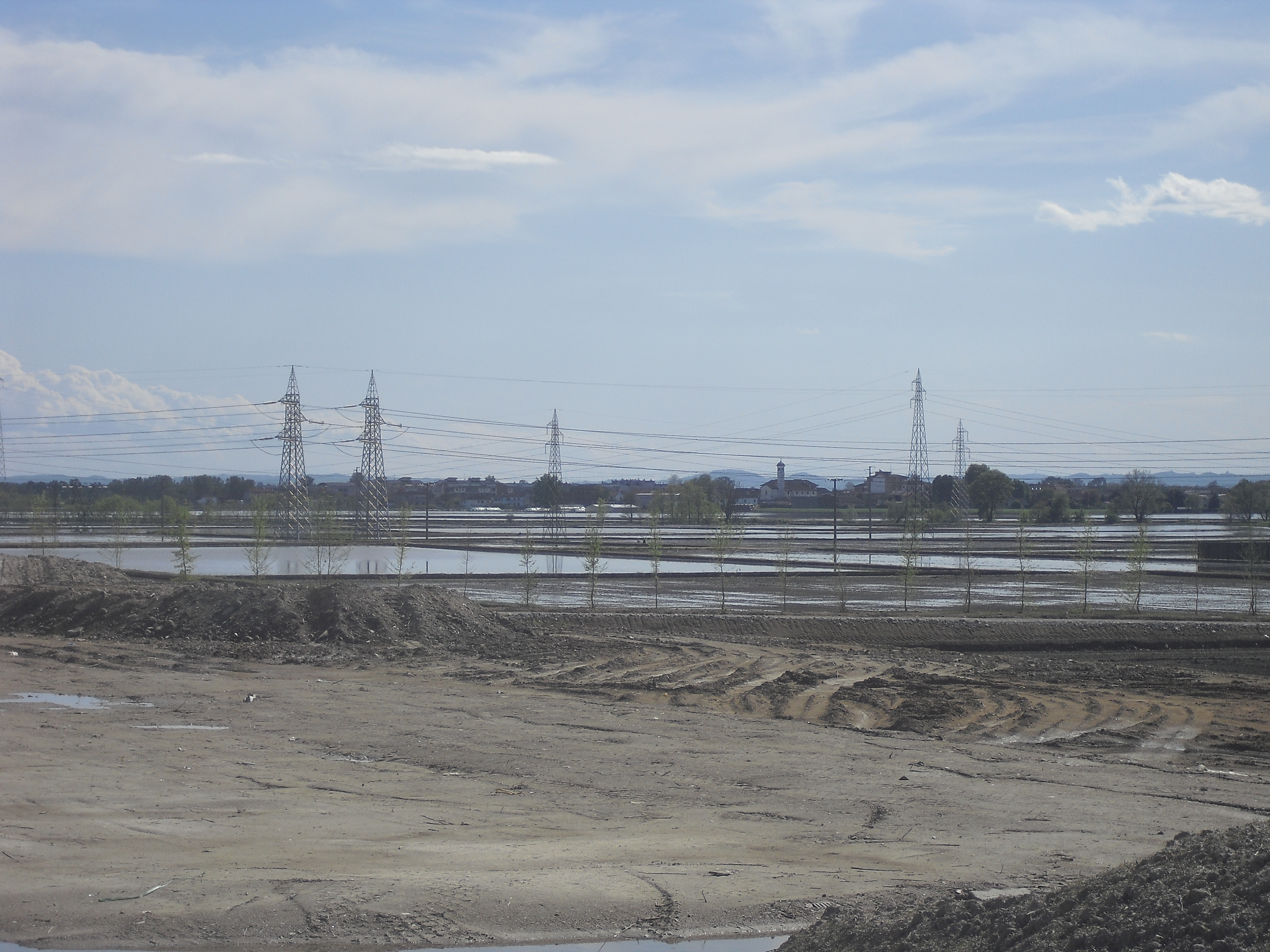
Piana dell'Agogna, sullo sfondo Lumellogno, frazione di Novara

Il bacino idrografico dell'Agogna misura circa 995 km². Esso si colloca nelle province del VCO, Novara, Vercelli e Pavia.

### Affluenti
Nonostante il bacino limitato (chiuso fra quello del Sesia, del Terdoppio e del Ticino) l'Agogna conta un numero notevole di affluenti, anche se quasi tutti hanno portate modeste.
- Rio Valdolera;
- Ondella;
- Rio Membra;
- Turiggia;
- Grua;
- Lirone;
- Sizzone;
- Mora - Strona;
- Marcova novarese;
- Sparso;
- Neralo;
- colatore Fossetta;
- Cavo Dassi;
- Biraga;
- Arbogna-Erbognone.

La roggia Mora - Strona ed il torrente Arbogna - Erbognone sono sicuramente i più rilevanti, sia a livello di portate, sia a livello di bacino idrografico.
Il regime idraulico dell'Agogna, nel tratto piemontese, è particolarmente condizionato dalla portata della roggia Mora.

## Portata d'acqua

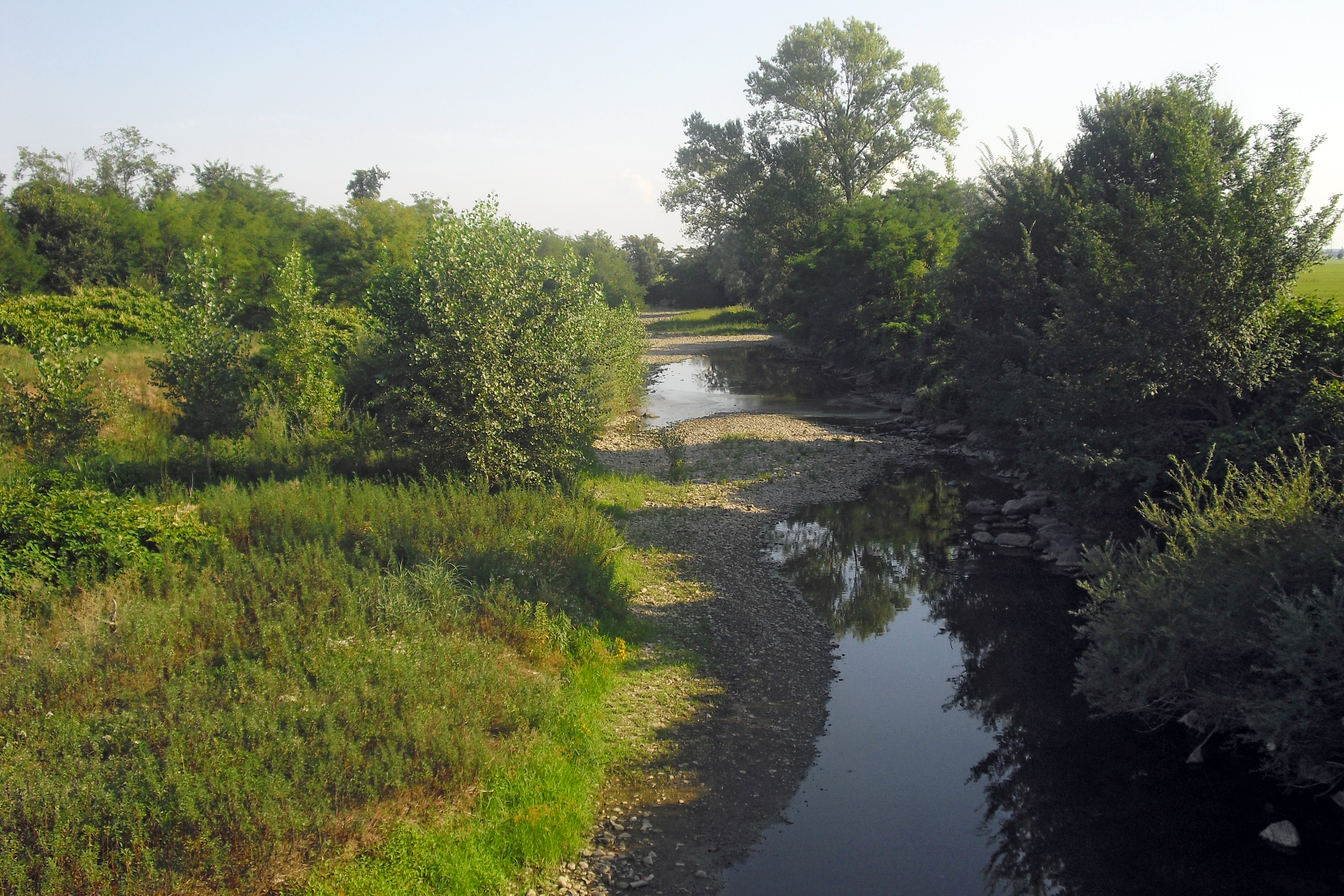
L'Agogna in secca presso Morghengo (frazione di Caltignaga)

L'Agogna presenta numerose variazioni di portata; la media a Novara è di 7,9 m³/s ed alla foce di 21,9 m³/s.
Si può quindi dire che in estate, la portata dell'Agogna è molto bassa, con secche quasi complete fino alla confluenza della roggia Mora: in questo tratto il regime è quindi molto torrentizio. La denominazione di "fiume" va utilizzata quindi nel tratto basso, da Novara sino alla foce dove l'Agogna è perenne, grazie all'acqua della roggia Mora e degli scarichi di Novara depurati.
Fattore d'impatto rappresentano anche le numerose traverse fluviali (le cosiddette chiuse), che servono a derivare numerosi canali irrigui e che quindi diminuiscono sensibilmente la portata del torrente.

### Portate medie mensili
Il grafico rappresenta le portate medie mensili misurate presso l'idrometro di Novara. Il regime idraulico dell'Agogna (portata media annuale 7,9 m³/s) risulta fortemente alterato in periodo irriguo.

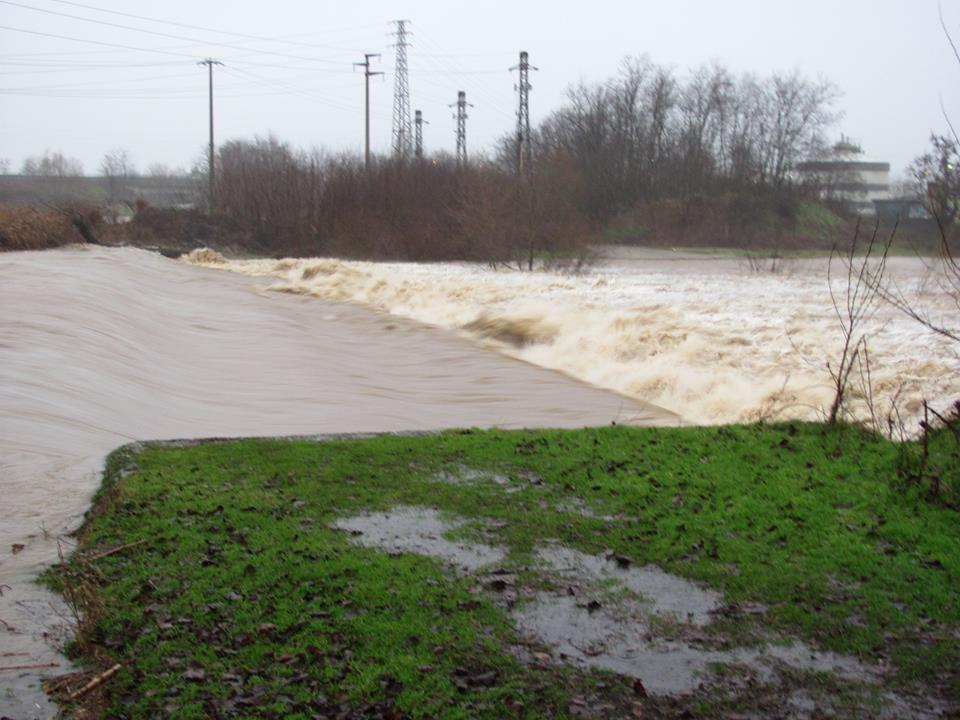
La piena dell'Agogna presso la traversa fluviale di Novara, dove deriva la roggia Caccesca

Nel tratto vallivo il regime idraulico è assai più regolare, sebbene la portata sia nettamente minore.

## Stato ambientale
L'Agogna, risulta, secondo prelievi ARPA, un corso d'acqua abbastanza inquinato. Di seguito una tabella raffigura la qualità delle acque nelle varie stazioni di monitoraggio:
| Armeno      | Borgomanero (Guado di Cureggio) | Cascinotto Mora   | Novara, c.na San Maiolo |
| ----------- | ------------------------------- | ----------------- | ----------------------- |
| SACA: buono | SACA: scadente                  | SACA: sufficiente | SACA: scadente          |

Si nota un peggioramento qualitativo dal guado di Cureggio (classe scadente); ciò è dovuto agli apporti dei torrenti Grua e Tancognino, che sono particolarmente inquinati, poiché ricevono gli scarichi del distretto industriale di Gozzano - Borgomanero. 
Da Borgomanero sino alla periferia Nord di Novara (tomba a sifone canale Cavour), l'Agogna ritorna più pulita, avendo un indice SACA con classe sufficiente.
A sud di Novara, dopo lo scarico delle acque della città, vi è un netto peggioramento qualitativo, con indice SACA scadente; in Lomellina, la qualità delle acque migliora gradatamente, anche grazie agli apporti di fontanili, pur mantenendo un grado sufficiente.

## Natura

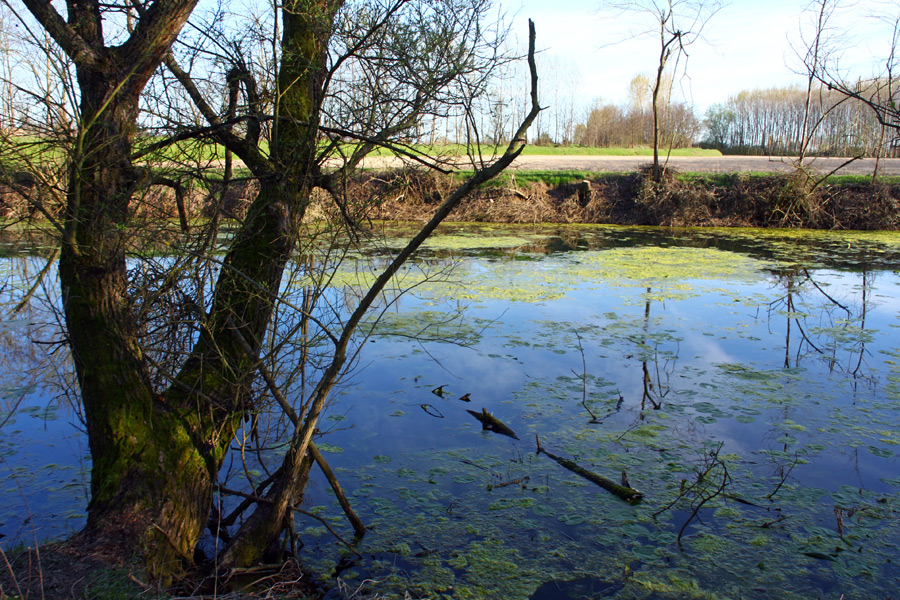
L'oasi dell'Agogna Morta

Diversi meandri e lanche abbandonate del torrente sono state recentemente valorizzate con la creazione di aree protette di particolare pregio come ad esempio:
- Il Bosco Est Sesia di Agognate (ex Oasi LIPU gestito da ProNatura Novara ODV)[7][8] è situato lungo le sponde del torrente; comprende un'area protetta di 12 ettari costituita da bosco di robinie, farnie e aceri, dove diverse specie di animali e piante hanno trovato un habitat favorevole;
- L'Oasi Agogna Morta gestita dall'associazione  Burchvif., si trova al confine dei due comuni di Borgolavezzaro e Nicorvo tra Basso Novarese e Lomellina, è un'area umida che comprende la lanca omonima, meandro abbandonato del torrente Agogna a seguito di opere idrauliche sull'alveo realizzate alla metà degli anni cinquanta. Rappresenta l'ultimo ambiente di questo tipo lungo il percorso piemontese del torrente.

l'Agogna compie inoltre presso Nicorvo (PV) un salto, noto appunto come cascata di Nicorvo.

### Flora e fauna
Il torrente attraversa zone di vario tipo e pertanto lungo il suo percorso si possono trovare numerose specie di mammiferi (come la nutria), di anfibi, rettili e sauri oltre ad uccelli quali: lo scricciolo, il codibugnolo, il luì, la capinera, il pettirosso, l'airone cenerino, la nitticora, il tarabusino, la gallinella d'acqua ed il germano reale.
Nelle sue acque sono presenti varie specie quali: il barbo, la carpa, l'alborella e il vairone, non mancano il cavedano, il siluro ed il persico sole.
In passato nel tratto basso, quando non era inquinato come ora, c'erano anche trote.
Gli insetti che popolano le sue rive sono centinaia e concentrati specialmente nell'area umida dell'Agogna Morta.
Qui è presente anche un coleottero, il Carabus clathratus, ormai raro nella Pianura Padana.

## Comuni attraversati
Provincia del Verbano-Cusio-Ossola
- Gignese
- Brovello-Carpugnino

Provincia di Novara
- Armeno
- Miasino
- Ameno
- Bolzano Novarese
- Invorio
- Gozzano
- Briga Novarese
- Borgomanero
- Cureggio
- Fontaneto d'Agogna
- Cressa
- Cavaglio d'Agogna
- Cavaglietto
- Suno
- Vaprio d'Agogna
- Barengo
- Momo
- Caltignaga
- San Pietro Mosezzo
- Novara
- Granozzo con Monticello
- Vespolate
- Borgolavezzaro

Provincia di Pavia
- Confienza
- Robbio
- Nicorvo
- Castelnovetto
- Ceretto Lomellina
- Castello d'Agogna
- Olevano di Lomellina
- Cergnago
- Velezzo Lomellina
- San Giorgio di Lomellina
- Lomello
- Galliavola
- Ferrera Erbognone
- Pieve del Cairo
- Mezzana Bigli
- Mortara

## Galleria d'immagini

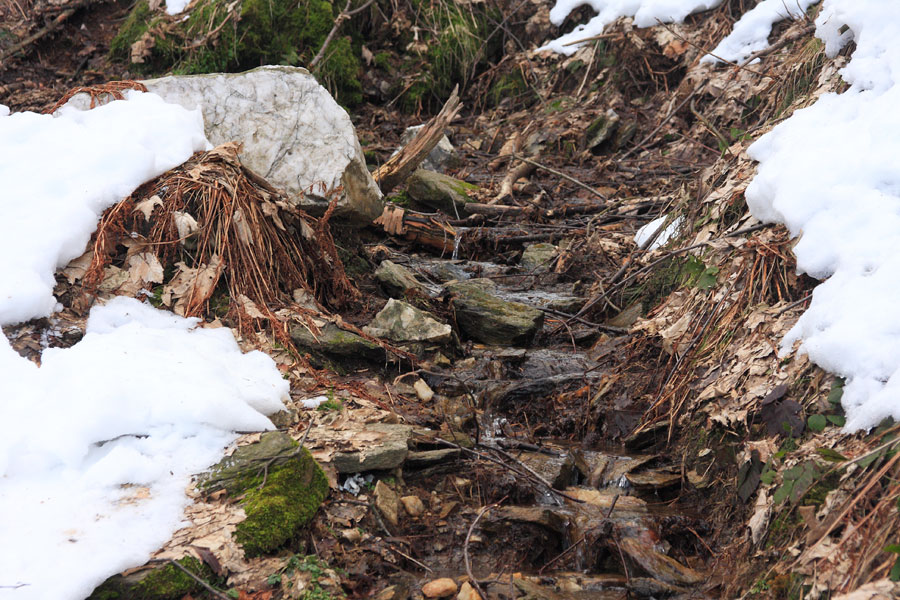
Sorgente dell'Agogna
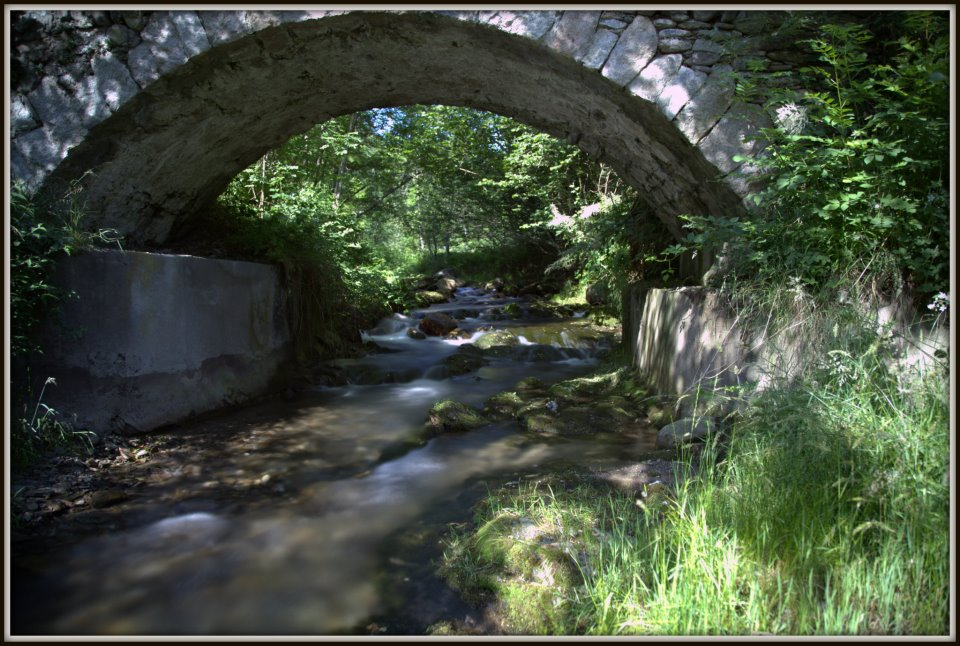
Agogna a Sovazza
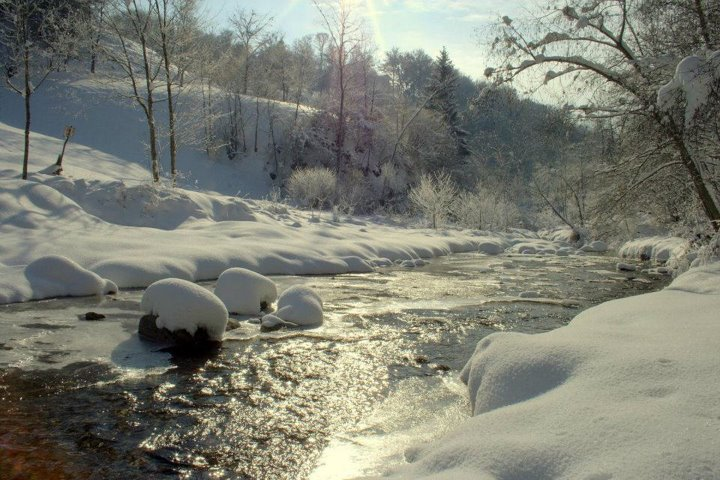
L'Agogna nel tratto vallivo dopo un'abbondante nevicata
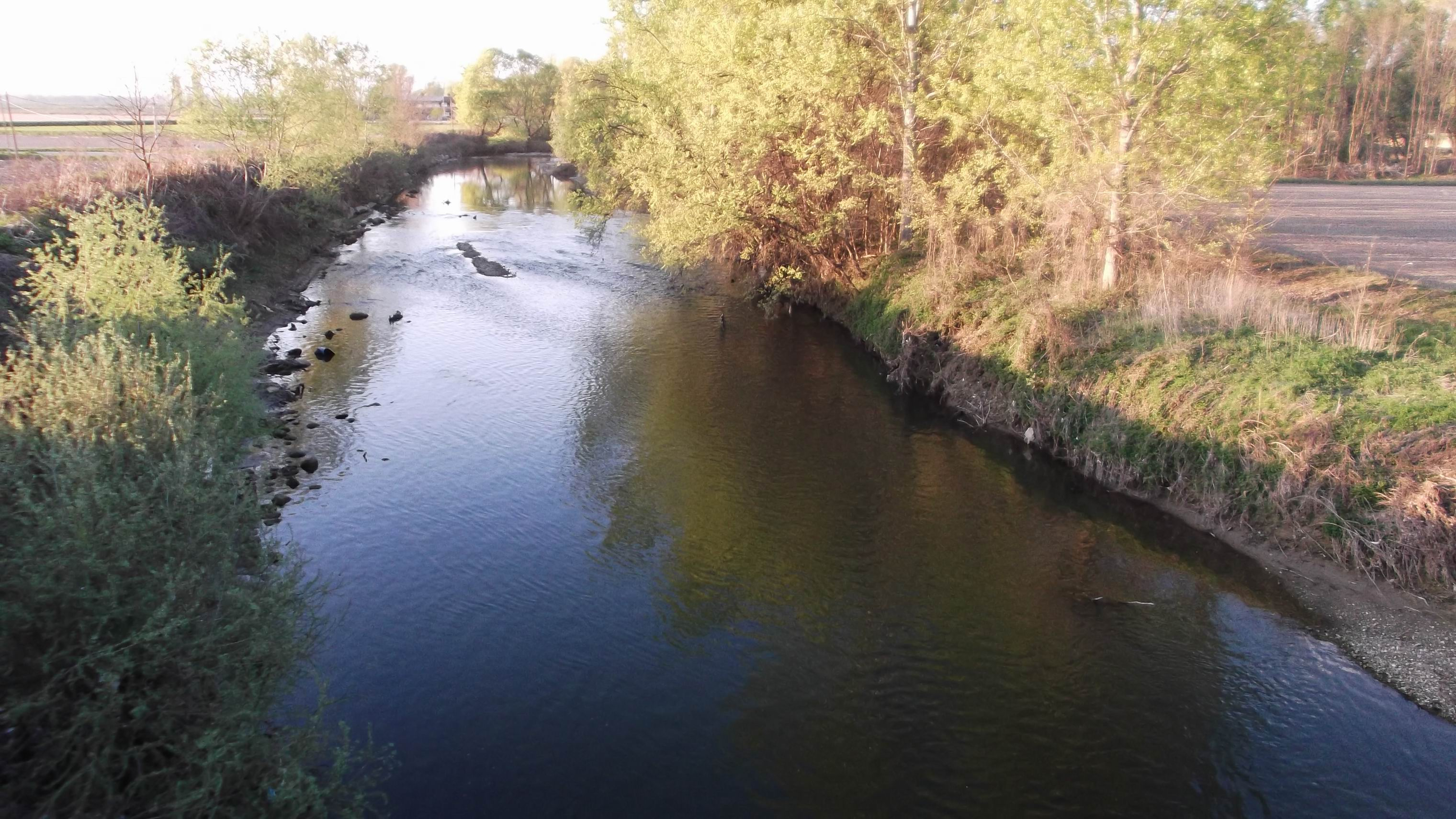
L'Agogna vista dal ponte di Monticello

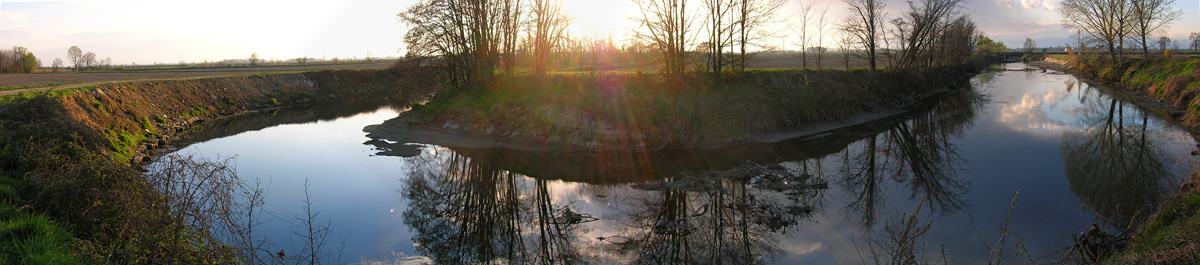
Ansa del torrente a Vespolate